# Фред Трамп (молодший)
Фредерік Кріст Трамп-молодший  (англ. Frederick Crist Trump Jr.; 14 жовтня 1938 — 26 вересня 1981) — американський пілот, старший брат 45-го і 47-го президента США Дональда Трампа.

## Біографія

### Ранні роки
Фредерік «Фредді» Трамп-молодший народився 14 жовтня 1938 року в Квінсі, штат Нью-Йорк, у родині заможного девелопера Фреда Трампа та його дружини Мері Енн Маклауд . В 1956 Трамп-молодший закінчив школу Святого Павла. Навчався в Лігайському університеті. Незважаючи на те, що Фред не був євреєм, він приєднався до єврейського братства "Сигма Альфа Му". Незабаром він став його президентом. Трамп-молодший закінчив університет зі ступенем бакалавра. Згодом він завершив курси підготовки офіцерів Збройних сил США та заступив на службу у ВПС Національної гвардії у званні другого лейтенанта .

### Кар'єра пілота
У 1958 році, відпочиваючи на Багамських островах, Фред познайомився з Ліндою Клепп. Пізніше вона стала стюардесою і попросила Трампа-молодшого допомогти їй з пошуком житла біля аеропорту Айдлуайлд. Згодом вони почали зустрічатися. У 1961 році Трамп-молодший зробив їй пропозицію. На початку 1962 року вони одружилися у Флориді. Лінді довелося звільнитися з авіакомпанії, оскільки, згідно з внутрішніми правилами, стюардеси мали бути неодруженими. Пара оселилася на Мангеттені. У листопаді 1962 року у них народився син Фредерік Крист Трамп III. Через рік вони переїхали до однієї з квартир Трампа-старшого на Джамейці, у Квінсі. Протягом цього часу Трамп-молодший виконував роботи з технічного обслуговування будинків свого батька. Батько хотів, щоб його старший син очолив «E. Trump & Son», але Фред-молодший не підходив на цю посаду через боязкий характер. У 1966 році Фред-молодший був зазначений у газетах як віце-президент компанії. Невдовзі він прийняв рішення піти з сімейного бізнесу, щоб здійснити свою мрію стати пілотом. Його прийняли до «Trans World Airlines», що створило напруженість у його стосунках з батьком. За словами дочки Фреда Мері Трамп, її дід «принижував прагнення Фреда Трампа-молодшого і особливості його особистості».

### Пізні роки життя
У 1970 році, після низки побутових інцидентів, дружина Лінда попросила Трампа-молодшого піти і домовилася з Трампом-старшим про зміну дверних замків . Надмірна пристрасть до алкоголю завадила Фреду продовжити кар'єру пілота. Він був змушений повернутися до бізнесу свого батька. Через деякий час Фред знову зайнявся технічним обслуговуванням будівель, зведених Трампом-старшим .
26 вересня 1981 року у віці 42 років Фред помер. Причиною смерті став серцевий напад, викликаний хронічним алкоголізмом . Дональд Трамп говорив, що спостереження за тим, як його брат впадає в алкоголізм, було для нього своєрідним стримувальним фактором, що спонукало його уникати вживання спиртних напоїв та цигарок. Він також зауважив, що історія брата сформувала його бачення життя і вплинула на вектор його власної ділової кар'єри. Про свого брата він згадував так: «У юності він був дуже гарним. Я бачив, що алкоголь зробив з ним навіть з погляду зовнішнього вигляду … і це мало на мене величезний вплив».